# Apokalyptische Reiter in Kunst, Literatur, Musik, Film und Computerspiel
Dieser Artikel soll das gesamte Spektrum aus dem Hauptartikel apokalyptische Reiter umfassen, das über die historischen Quellen hinausgeht.

## Bildende Kunst

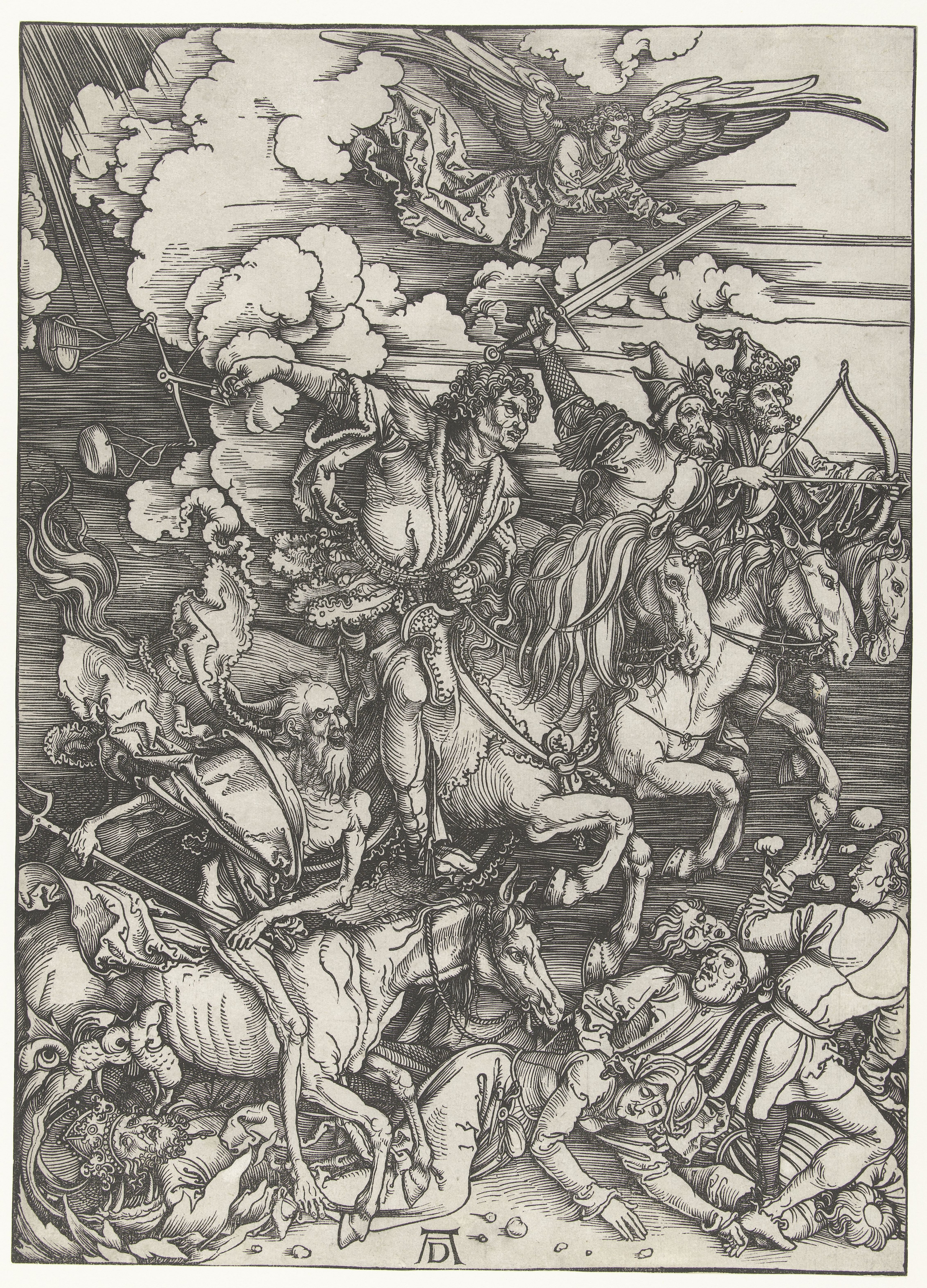
Die apokalyptischen Reiter (Holzschnitt von Albrecht Dürer)

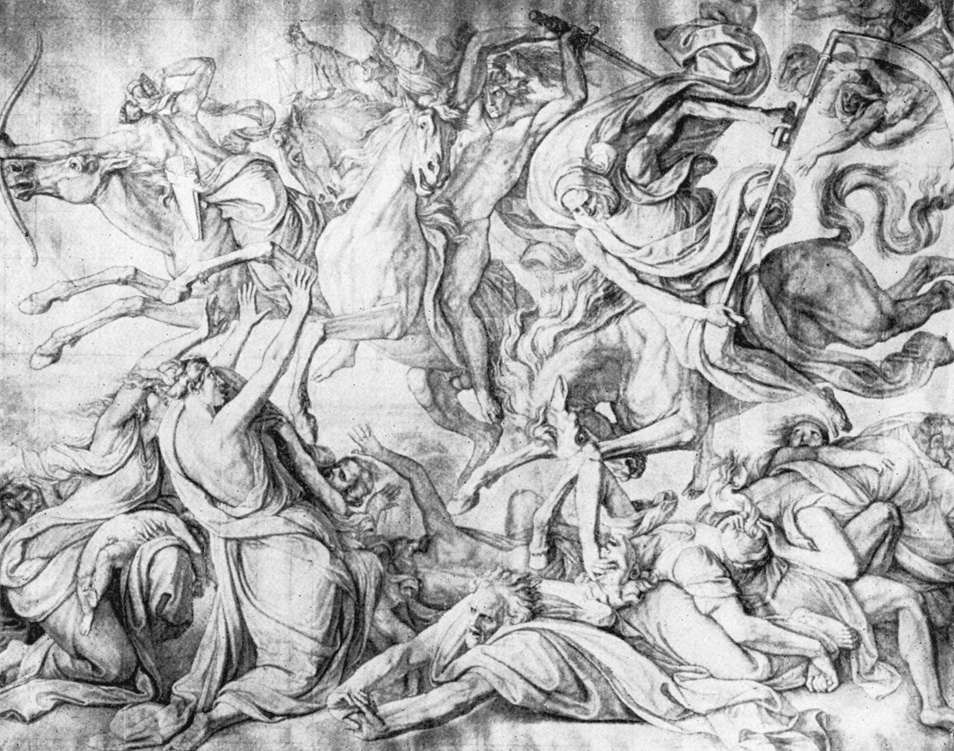
Die Apokalyptischen Reiter (Gemälde von Peter von Cornelius)

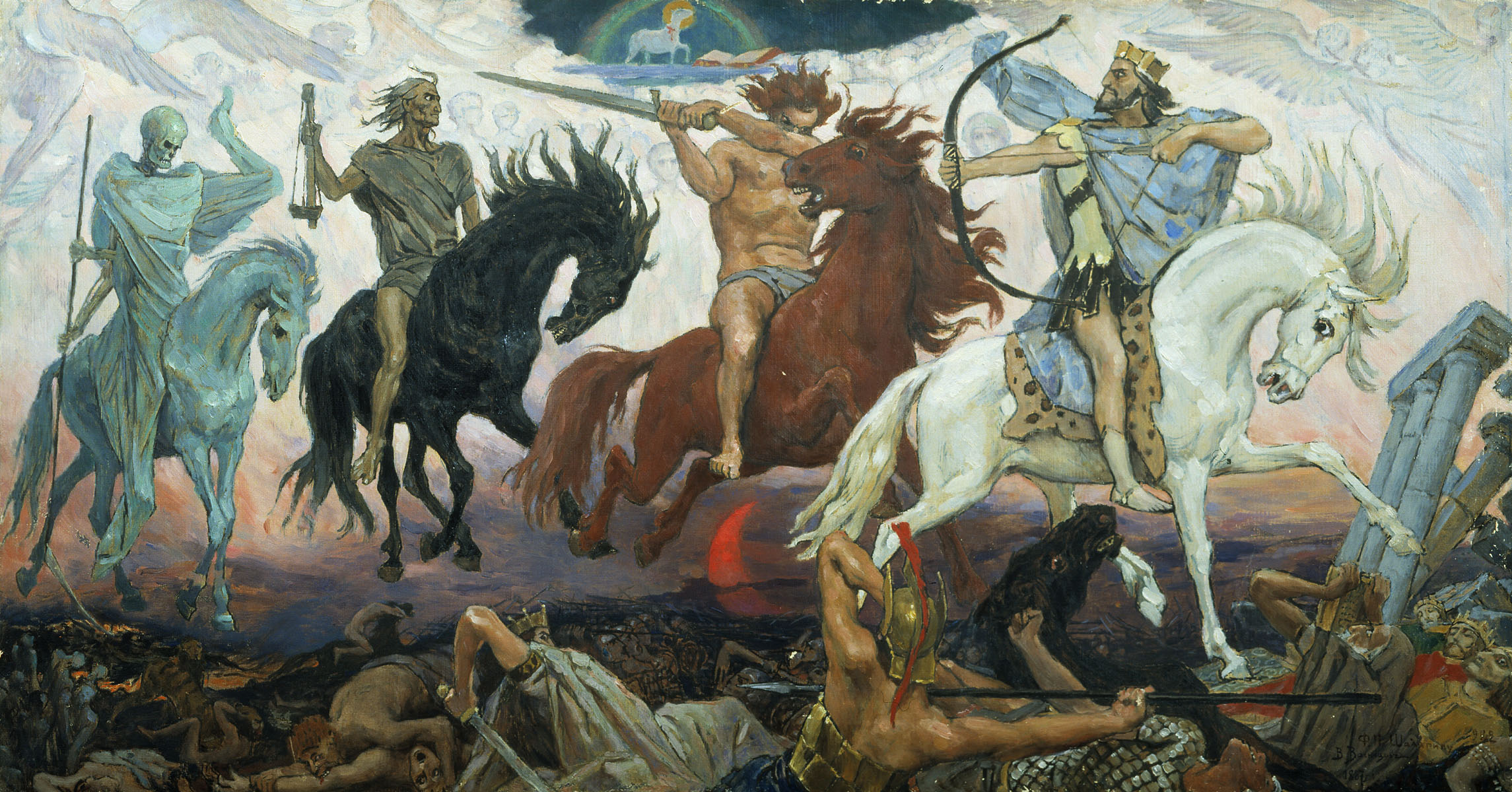
Die apokalyptischen Reiter (Gemälde von Wiktor Wasnezow)

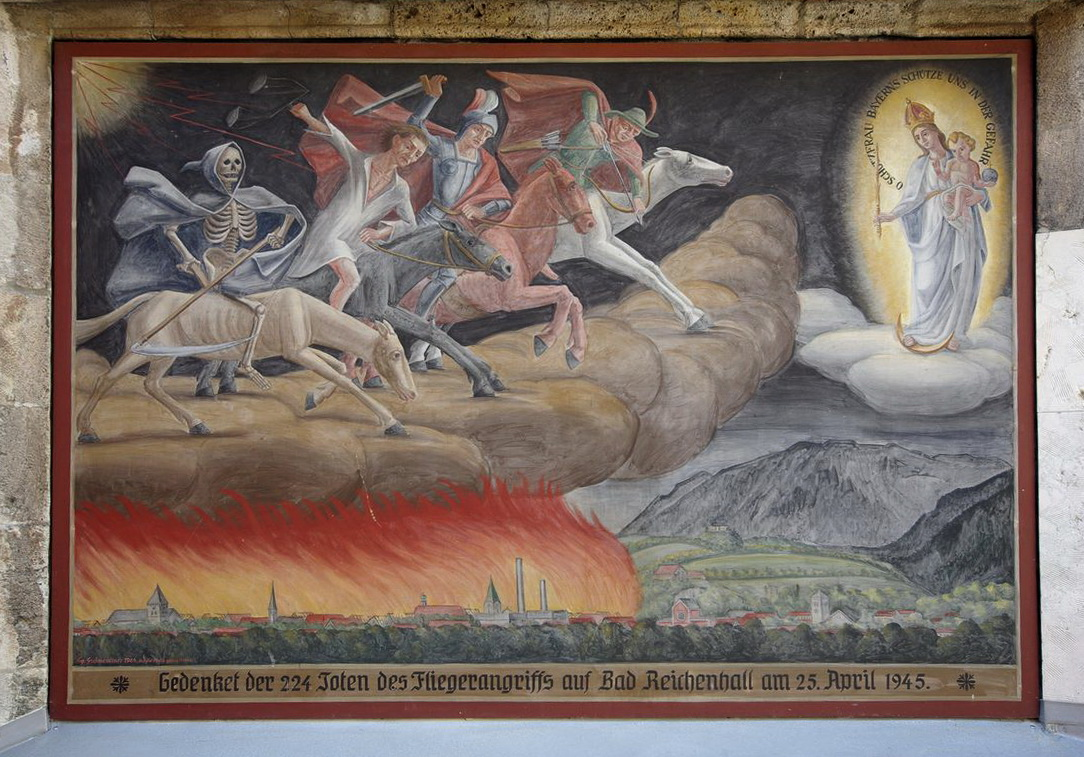
Apokalyptische Reiter toben über der Tallandschaft (Fresko von Georg Gschwendtner)

- Der Wandteppich der Apokalypse in Angers (14. Jh.)
- Albrecht Dürer: Die vier apokalyptischen Reiter, Holzschnitt (1498)
- Peter von Cornelius: Die Apokalyptischen Reiter, Karton, (1841–1867)
- Wiktor Wasnezow: Die apokalyptischen Reiter (1887)
- Horst Reusche, Künstler: The Fifth Rider Is Fear,1992 - Installation von 5 fast gleichen Metallformen, Abb Katalog 'Denkräume' Museum Xanten 1993 (Stahl)
- Georg Meistermann (1954): 4 Glasfenster Die apokalyptischen Reiter im Rathaus zu Wittlich (Eifel)
- Salvador Dalí: Der apokalyptische Reiter, Kaltnadelradierung auf Bütten (1974)
- Max Beckmann: Illustrationen zur Apokalypse, (1941/1942)
- Georg Gschwendtner: Apokalyptische Reiter toben über der Tallandschaft und bringen der Stadt Tod und Verderben. (1964, Karmelitenkirche St. Ägidius, Bad Reichenhall)

## Film
- Vincente Minnelli: Die vier apokalyptischen Reiter (1962)
- Rex Ingram: Die vier Reiter der Apokalypse (1921)
- Clint Eastwood: Pale Rider – Der namenlose Reiter (Film, 1985)
- Charmed – Zauberhafte Hexen: Am Ende der 2. Staffel (Folge 2.21: Die Reiter der Apokalypse) wird Prue Halliwell zusammen mit einem der vier Reiter der Apokalypse in eine andere Dimension verbannt, was ihre Schwestern dazu zwingt, mit den drei anderen apokalyptischen Reitern zu kooperieren, um ihre Schwester wiederzubekommen.
- Highlander: In der 5. Staffel (5x11 & 5x12) haben die Reiter ihren Auftritt. Methos, der älteste Unsterbliche überhaupt, war ebenfalls einer der Reiter (Tod).
- Four Horsemen, Dokumentarfilm, Regie: Ross Ashcroft, GB 2012
- Sleepy Hollow, Fernsehserie
- Horsemen: Horror-Thriller bei dem über jeder Tat die in rot gemalten Worte „Come And See“ schweben. Wie sich herausstellt handelt es sich hierbei um ein Bibelzitat, Offenbarung 6, in der es um die vier apokalyptischen Reiter geht, die Seuche, Hunger, Tod und Krieg bringen. (2009)
- Supernatural: Sam und Dean jagen die vier Apokalyptischen Reiter, um Luzifer zurück in seinen Käfig zu sperren. (2010)
- X-Men: Apocalypse: Die vier Apokalyptischen Reiter stellen hier mit speziellen Mächten ausgestattete Gefolgsleute eines menschlichen Mutanten, der sich als einen Gott betrachtet, dar.
- Good Omens: In der sechsteiligen Comedy-Miniserie der BBC aus dem Jahr 2019 sollen die vier apokalyptischen Reiter Krieg, Hunger, Umweltverschmutzung (als Rentenersatz für die Pestilenz) und Tod die Apokalypse hervorrufen.
- Knock at the Cabin: ist ein US-amerikanischer Spielfilm von M. Night Shyamalan.  Eric, der an die Anwesenheit einer Gestalt glaubt, kann Andrew davon überzeugen, dass es sich bei den vier Eindringlingen um die apokalyptischen Reiter handelte.

## Musik
- Franz Schmidt: Das Buch mit sieben Siegeln, Oratorium (1937)
- Chris de Burgh: The Vision (1986)
- Aphrodite’s Child: The Four Horsemen, Lied aus dem Album 666 (musikalische Verarbeitung der Offenbarung des Johannes) (1972)
- Johnny Cash: The Man Comes Around von dem Album American IV (2002)
- The Clash: Four Horsemen, von dem Album London Calling (1979)
- Metallica: The Four Horsemen, Lied aus dem Album Kill ’Em All (1983)
- Megadeth: Blessed Are the Dead, Lied aus dem Album United Abominations (2008)
- Judas Priest: The Four Horsemen, Lied aus dem Album nostradamus (2008)
- The Bollock Brothers: The 4 Horsemen Of The Apocalypse (Album, 1985)
- Subway to Sally: Der Sturm aus dem Album Foppt den Dämon! (1996)
- Die Apokalyptischen Reiter (Band)
- Gallows: Death Voices von dem Album Grey Britain (2009)
- Manowar: Revelation (Death’s Angels) vom Album Into Glory Ride (1983)
- kettcar: Der apokalyptische Reiter und das besorgte Pferd vom Album Zwischen den Runden (2012)
- Prefab Sprout:  The fifth horseman  vom Album Andromeda Heights (1997) Literarisch: Die LIEBE als 'fiktiver' 5. apokalyptischer Reiter.
- Valentin Ruckebier: Apokalypsis (2013). Das Oratorium des deutschen Komponisten für Solisten, Chor und Orchester nimmt vielfach auf die apokalyptischen Reiter Bezug.
- Faber: Das Boot ist Voll vom Album I f*****g Love My Life (2019).
- New Model Army: Horsemen vom Album Between Dog And Wolf (2013).
- Iron Maiden: The Writing on the Wall vom Album Senjutsu (2021), insbesondere im Videoclip zum Lied.

## Computerspiele
- World of Warcraft: Die vier Reiter. Die Spieler werden in einem Bosskampf mit den vier der mächtigsten Todesrittern des Lichkönigs konfrontiert, welche die Spieler daran hindern sollen zum Majordomus des Lichkönigs, dem Erzlich Kel’Thuzad, zu gelangen. (2006 und 2008)
- Guild Wars: Die vier Reiter. Die Spieler werden in der Quest Die Vier Reiter in der Unterwelt in einen Kampf verwickelt, welcher von hoher Schwierigkeit ist. (2004)
- Im Universum des Darksiders-Franchise existieren die vier Reiter in Form von Krieg, Tod, Rage und Streit. Sie stellen die letzten Überlebenden der universumseigenen Nephilim-Interpretation dar und sind die spielbaren Protagonisten der erschienenen Ableger (Krieg in Darksiders, Tod in Darksiders 2, Rage in Darksiders 3 sowie Krieg und Streit in Darksiders Genesis).
- Apocalypse: Man spielt den Character Trey Kincaid, dargestellt von Bruce Willis, und kämpft gegen vier moderne Versionen der Reiter der Apocalypse
- Hexen II: Computerspiel von Raven Software. Die Endgegner der ersten vier Kapitel sind an die vier apokalyptischen Reiter angelehnt. (1997)
- Red Dead Redemption Undead Nightmare: Die vier Pferde „Fabelwesen“: Krieg, Pest, Hunger und Tod. Die Pferde der Apokalypse.
- Tom Clancy’s The Division: In der Downloaderweiterung „Untergrund“ treten die Spieler gegen die Apokalyptischen Reiter einen flammenspeienden Feuerwehrwagen an. Die apokalyptischen Reiter sind die vier heißesten Soldaten, welche versuchen den Ausbruch eines Virus zu stoppen.
- In der Spielreihe Die Sims spielt der Tod ab der ersten Version personifiziert als Sensenmann eine Rolle als Geleiter aller Sterbenden ins Jenseits. Ab der Erweiterung Einfach Tierisch des Basisspiels Die Sims 3 kommt der Tod zu Pferde und wird zum Apokalyptischen Reiter. Spieler können mit dem Tod um das Leben ihrer Lieben verhandeln, indem sie ihn beim Schach herausfordern und besiegen.
- The Binding of Isaac: Die Apokalyptischen Reiter („Hunger“, „Pestilenz“, „Krieg“, „Tod“ und „Eroberung“) treten im Spiel als (Zwischen-)Bosse auf. Im Nachfolger The Binding of Isaac: Rebirth erscheinen die Apokalyptischen Reiter erneut[1].
- In Lucius 3 aus dem Jahr 2018 spielen die vier apokalyptischen Reiter eine große Rolle. Um die Apokalypse herbeizuführen (das Siegel zu öffnen), muss man herausfinden, wer die vier apokalyptischen Reiter sind und sie Stück für Stück auf brutale Art ausschalten.
- Far Cry 5
- In NetHack begegnet man drei der vier apokalyptischen Reiter im letzten Level.

## Sonstiges
- Four Horsemen of Notre Dame, American Football.
- Wrestling: Four Horsemen. Ein Wrestlingstable, welches in der NWA gegründet wurde. Die Gründungsmitglieder waren: Ric Flair, Arn Anderson, Ole Anderson und Tully Blanchard. (1986 bis 1999)
- Four Horsemen of the Supreme Court, USA, 20. Jh.
- François Craenhals: Roland, Ritter Ungestüm (Chevalier Ardent): Bd. 12; Die Reiter der Apokalypse (Les Cavaliers de l’Apocalypse): Der Ritt der Apokalyptischen Reiter bildet den dramaturgischen Höhepunkt dieser Geschichte, den Ritter Roland beendet als er Gwendoline seine Liebe gesteht.
- Die Täterbezeichnung Die vier Reiter der Infokalypse für Internetkriminelle entstand in Anspielung an diesen Begriff.